# RAVAG

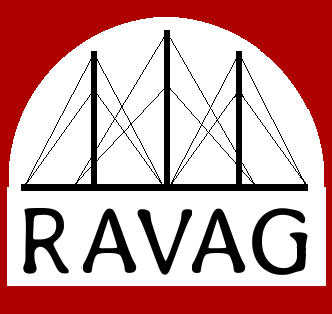
Логотип

Радио Веркер (Radio Verkehrs AG) — акционерное общество, обладавшее монополией на радиовещание в Австрии с 30 сентября 1924 до март 1938 года. Передавала первоначально одну («Радио Вин» («Radio Wien»)), а позднее две программы («Радио Вин I» («Radio Wien I») и «Радио Вин II» («Radio Wien II»)) через радиостанции в Вене, Клагенфурте, Граце и Линце. В 1938 году поглощена Имперским обществом радиовещания. Руководство радиокомпанией осуществлял Административный совет (Verwaltungsrat).